# Station Breda-Prinsenbeek
Station Breda-Prinsenbeek is een spoorwegstation in de Nederlandse stad Breda. Het is een voorstadshalte aan de spoorlijn Rotterdam - Breda en is geopend op 29 mei 1988. Het is gelegen tussen Prinsenbeek en de Bredase wijk Haagse Beemden. Het is het tweede treinstation van Breda en wordt bediend door de sprinter Arnhem Centraal - Dordrecht.
Tot 2003 waren de perrons door een spoorwegovergang te bereiken, maar vanaf 2003 is dat via voetgangersbruggen. Over die brug, die het station verbindt met de wijk Haagse Beemden, was na de opening kritiek. Dit omdat de brug deel uitmaakt van de fietsroute tussen Breda en Prinsenbeek en fietsers de brug alleen konden bereiken via een steilere roltrap en niet via een hellingbaan. Later zijn er aan beide kanten hellingbanen aangelegd ter vervanging van de roltrappen.
Aan de Bredase zijde bevindt zich een bushalte voor de stadsbuslijn 3 (Haagse Beemden - Nieuw-Wolfslaar) en aan de Prinsenbeekse zijde een bushalte voor buurtbuslijn 216 (Breda-Prinsenbeek - Etten-Leur). Er zijn verder fietskluizen en onbewaakte fietsenstallingen. Ook zijn er parkeerplaatsen voor auto's. De halteperrons hebben een dak dat bedekt is met vetkruid.

## Verbindingen
| Serie | Treinsoort    | Route                                                                                           | Bijzonderheden                                                                 |
| ----- | ------------- | ----------------------------------------------------------------------------------------------- | ------------------------------------------------------------------------------ |
| 6600  | Sprinter (NS) | Dordrecht – Breda-Prinsenbeek – Breda – Tilburg – 's-Hertogenbosch – Nijmegen – Arnhem Centraal | Rijdt alleen doordeweeks tot 19:00 uur tussen Nijmegen en Arnhem Centraal v.v. |

## Ontwikkeling aantal reizigers
Het aantal door NS vervoerde reizigers (per gemiddelde werkdag) ontwikkelde zich sedert 2019 als volgt:
| Jaar | Aantal reizigers |
| ---- | ---------------- |
| 2019 | 1.726            |
| 2020 | 821              |
| 2021 | 828              |
| 2022 | 1.151            |
| 2023 | 1.413            |
| 2024 | 1.309            |

## Afbeeldingen

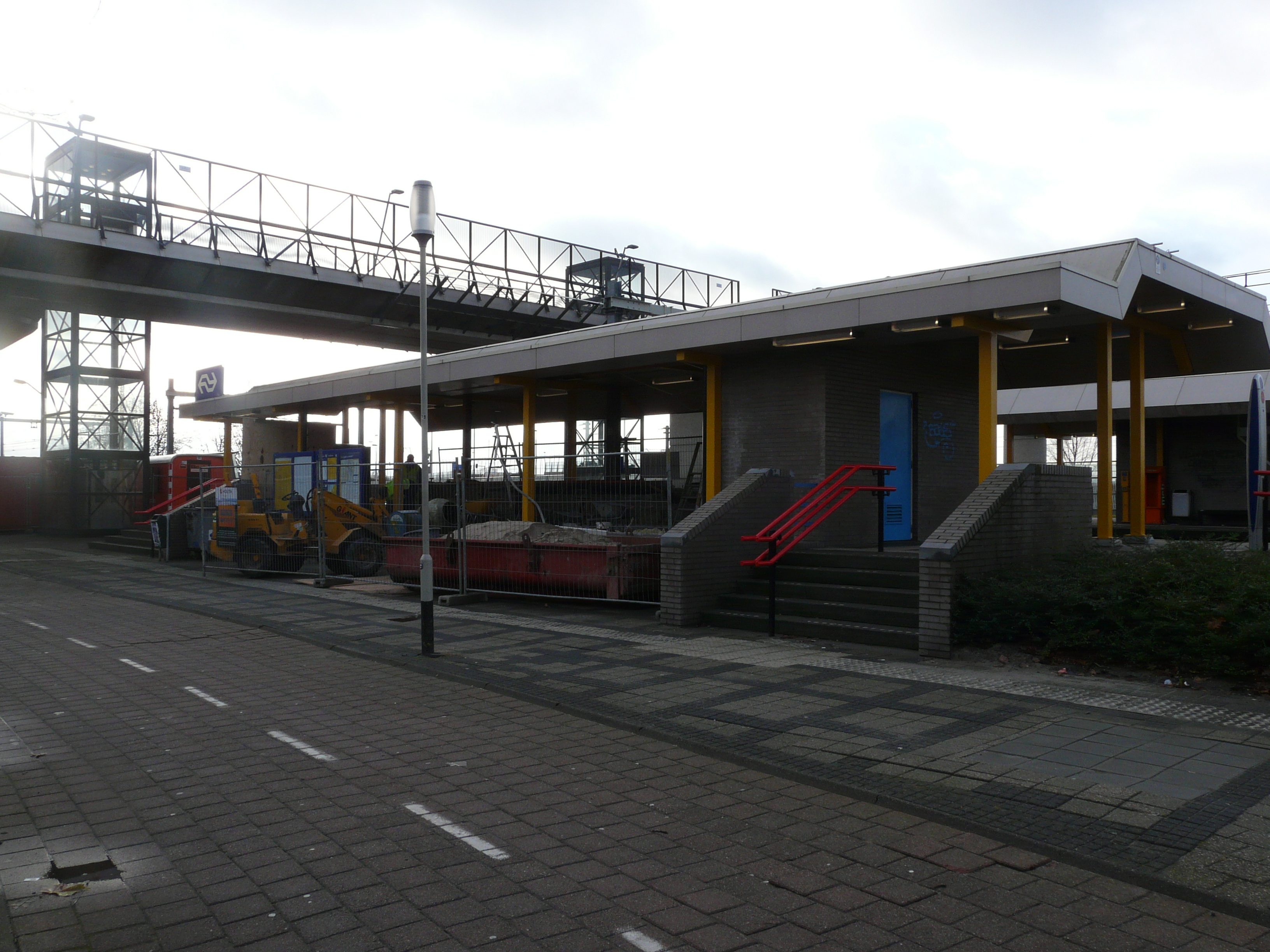
Het station in 2008
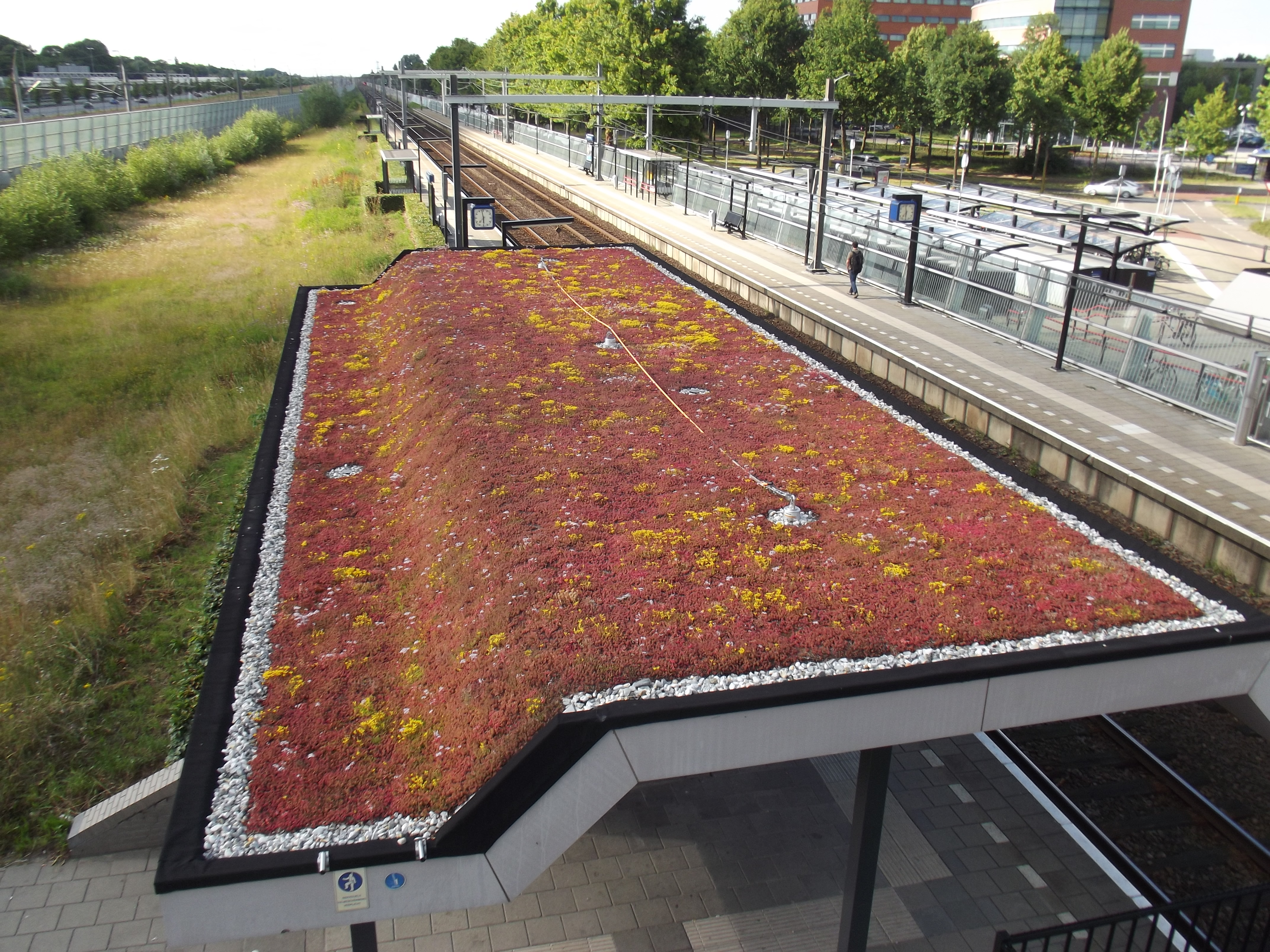
Perrons gezien van boven
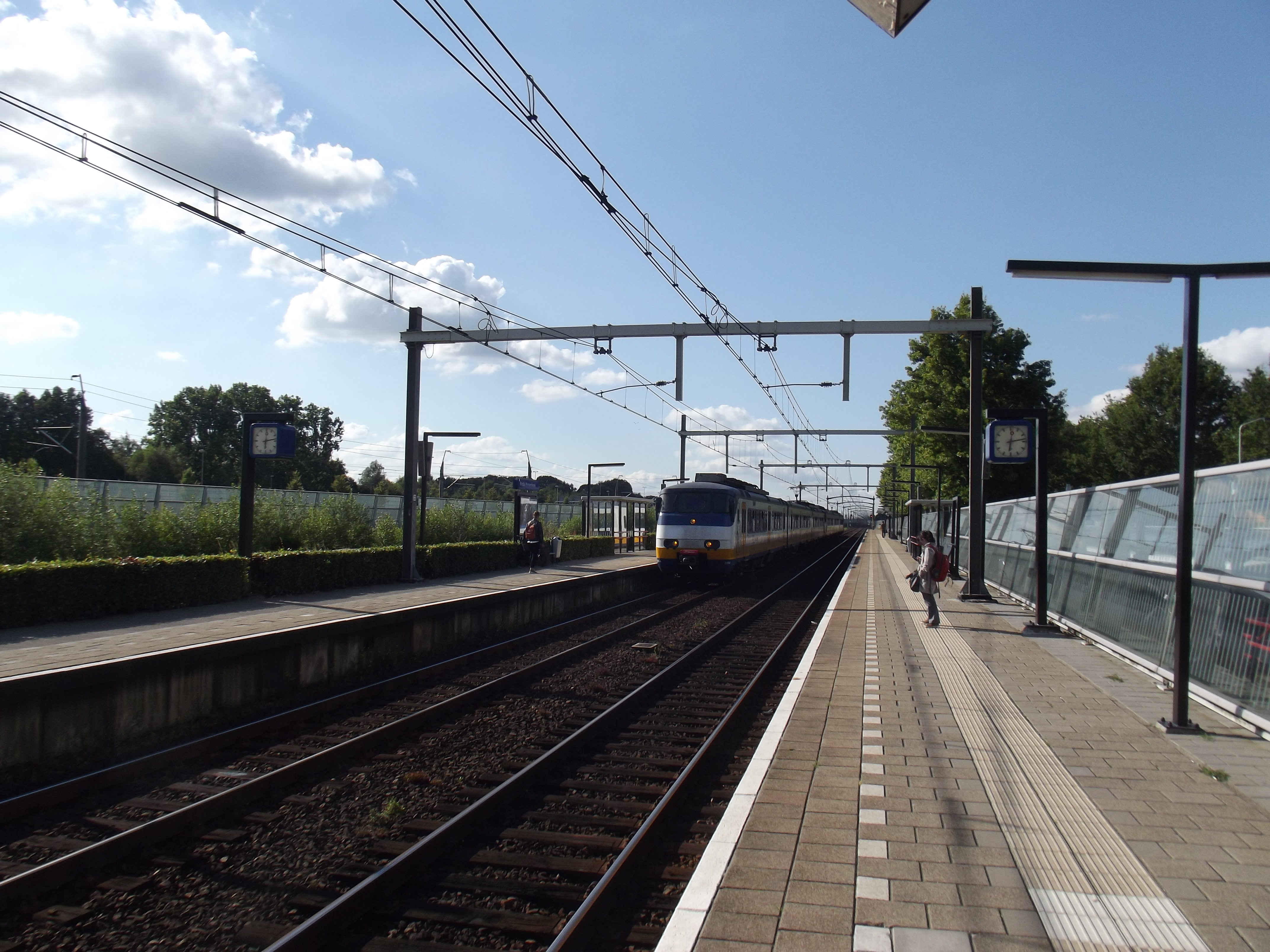
SGMm op het station
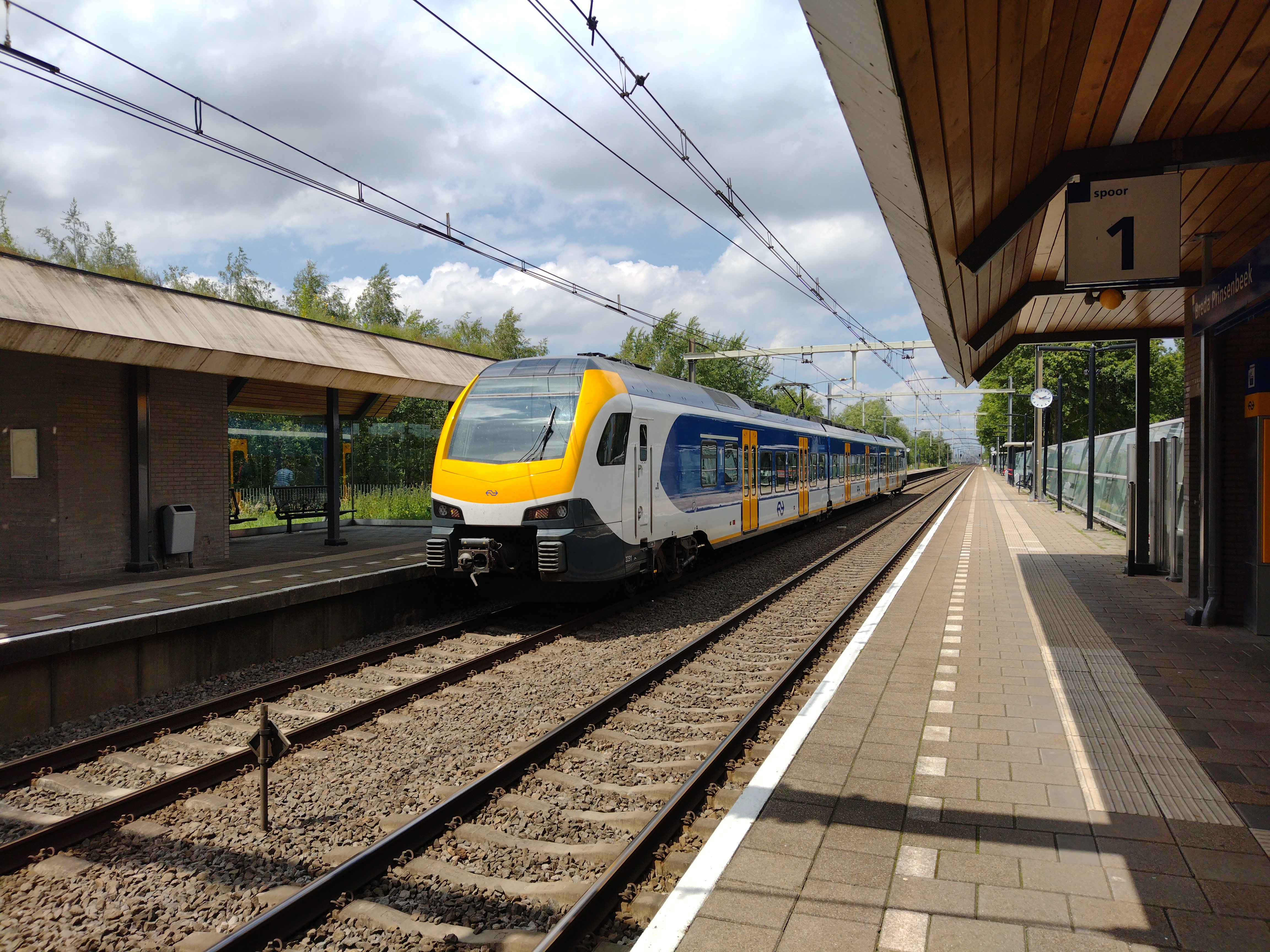
NS FLIRT op het station
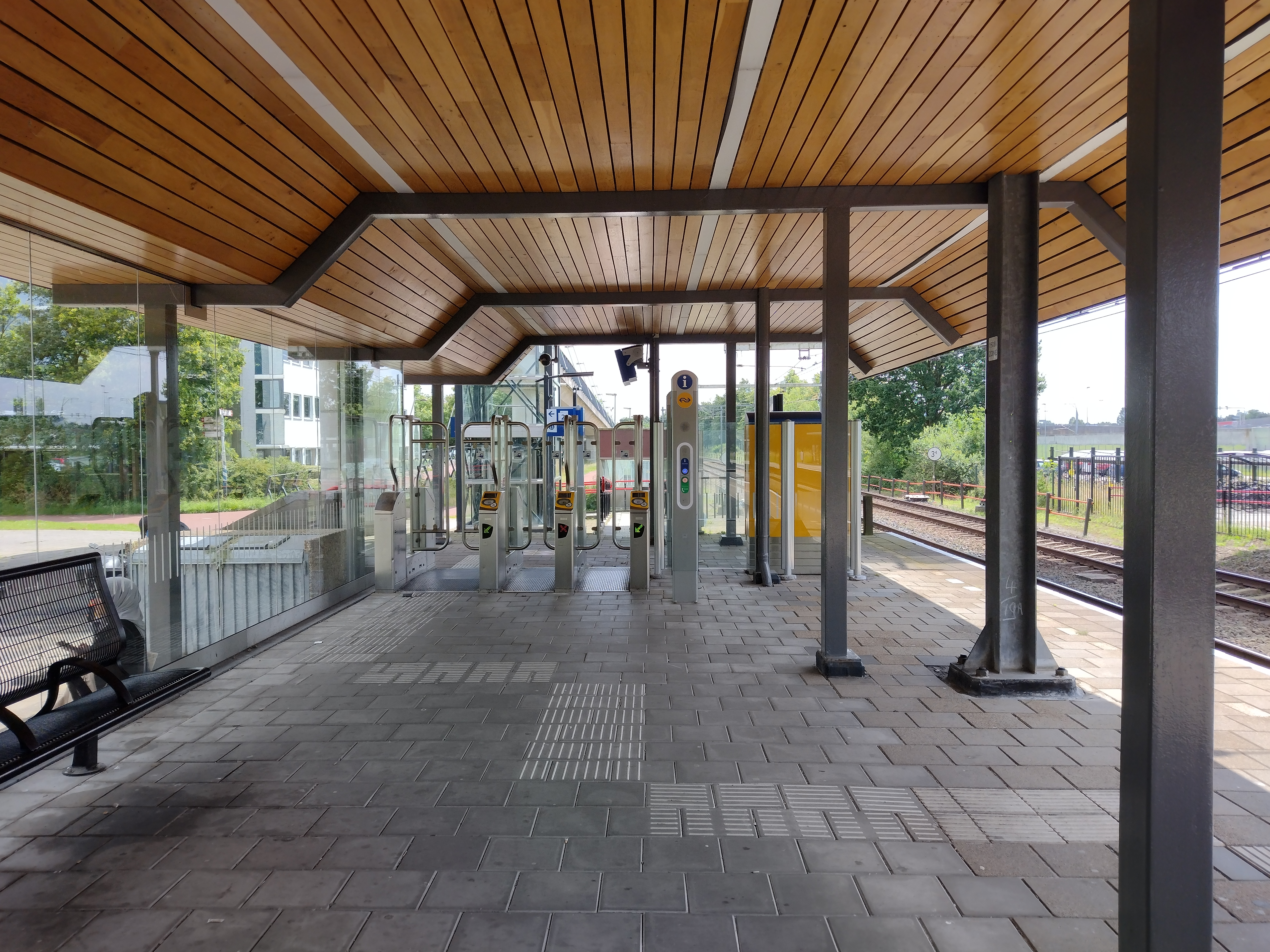
Poortjes onder de overkapping
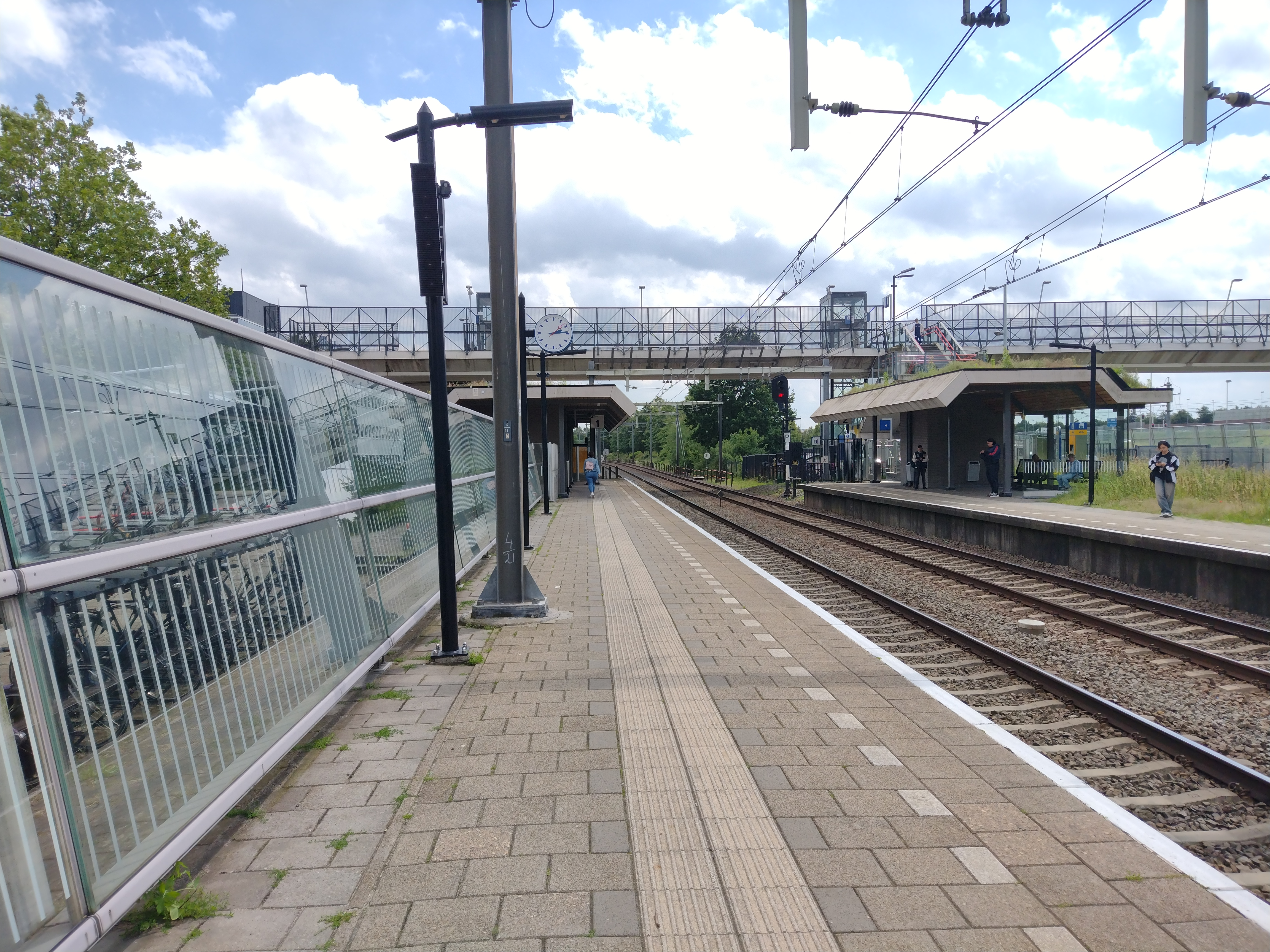
De perrons
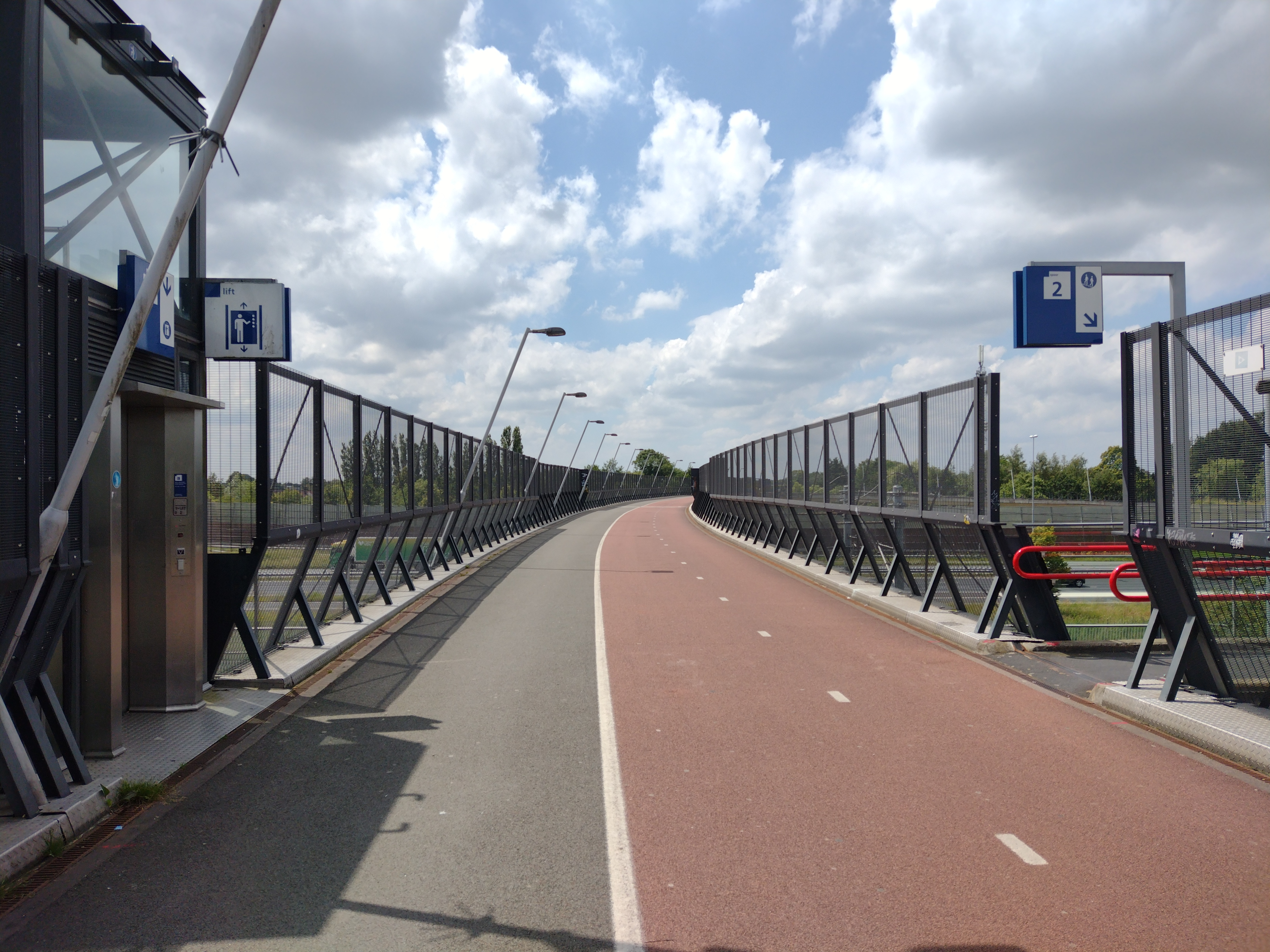
Wandel- en fietspad op het station

0,0: Breda ·
4,8: Breda-Prinsenbeek ·
6,0: Beek ·
10,8: Langeweg ·
14,9: Lage Zwaluwe ·
18,2: Moerdijk SS (voorm. einde) ·
21,1: Willemsdorp ·
26,9: Dordrecht Zuid ·
29,5: Dordrecht ·
31,5: Zwijndrecht ·
39,1: Barendrecht ·
42,2: Rotterdam Lombardijen ·
43,8: IJsselmonde ·
44,0: Rotterdam Stadion ·
45,0: Mallegat ·
45,1: Rotterdam Zuid ·
46,2: Fijenoord ·
47,5: Rotterdam Blaak ·
49,1: Rotterdam Centraal
Bergen op Zoom · 
Best · 
Boxmeer · 
Boxtel · 
Breda · 
-Prinsenbeek · 
Cuijk · 
Deurne · 
Eindhoven:
-Centraal · 
-Stadion · 
-Strijp-S ·
Etten-Leur · 
Geldrop · 
Gilze-Rijen · 
Heeze · 
Helmond · 
-Brandevoort ·
-Brouwhuis · 
-'t Hout · 
's-Hertogenbosch · 
-Oost · 
Lage Zwaluwe · 
Maarheeze · 
Oisterwijk · 
Oss ·
-West · 
Oudenbosch · 
Ravenstein · 
Roosendaal · 
Rosmalen · 
Tilburg · 
-Reeshof · 
-Universiteit · 
Vierlingsbeek · 
Vught · 
Zevenbergen
Voormalige stations: zie de lijst van voormalige spoorwegstations in Noord-Brabant